# Elica
Elica S.p.A. er en italiensk producent af emhætter, kogeplader og vandvarmere. Virksomheden blev etableret af Ermanno Casoli i 1970 i Fabriano, Ancona, hvor den fortsat har sit hovedkvarter. Elica har syv fabrikker i Italien, Polen, Mexico, Indien og Kina.